# Борок (Тарногский район)
Борок — деревня в Тарногском районе Вологодской области.
Входит в состав Спасского сельского поселения, с точки зрения административно-территориального деления — в Верхнеспасский сельсовет.
Расстояние по автодороге до районного центра Тарногского Городка — 36 км, до центра муниципального образования Никифоровской — 2 км. Ближайшие населённые пункты — Акуловская, Башевская, Никифоровская.
По переписи 2002 года население — 2 человека.